# Khar Nuur (Khovd)
El lago Khar o Khar Nuur (un caso claro de tautopónimo ya que «nuur», en mongol, es «lago») (en mongol: Хар-Ус нуур, que significa «lago Negro») es un lago de Asia Central, por superficie, el sexto lago más grande de Mongolia. Tiene 565,2 km², un volume de 2,34 km³, una profundidad media  de 4,14 m.y se encuentra a 1.134,08 m sobre el nivel del mar.
Administrativamente, pertenece al Aymag de Khovd.
Está localizado en el oeste del país y también al oeste de la depresión de los Grandes Lagos, un grupo de lagos que antes eran parte de un lago prehistórico que desapareció hace 5.000 años cuando la región se hizo más seca. es el lago más al norte de un sistema de lagos interconectados: Khar-Us Nuur, Khar Nuur, Dörgön Nuur, Airag Nuur y Khyargas Nuur. El lago Khar Nuur tiene una única entrada de agua, el río Chono Kharaikh, que crea un delta fluvial al entrar en el lago. Existe un canal natural que conecta el Khar Nuur con el lago Dörgön, situado al sur.

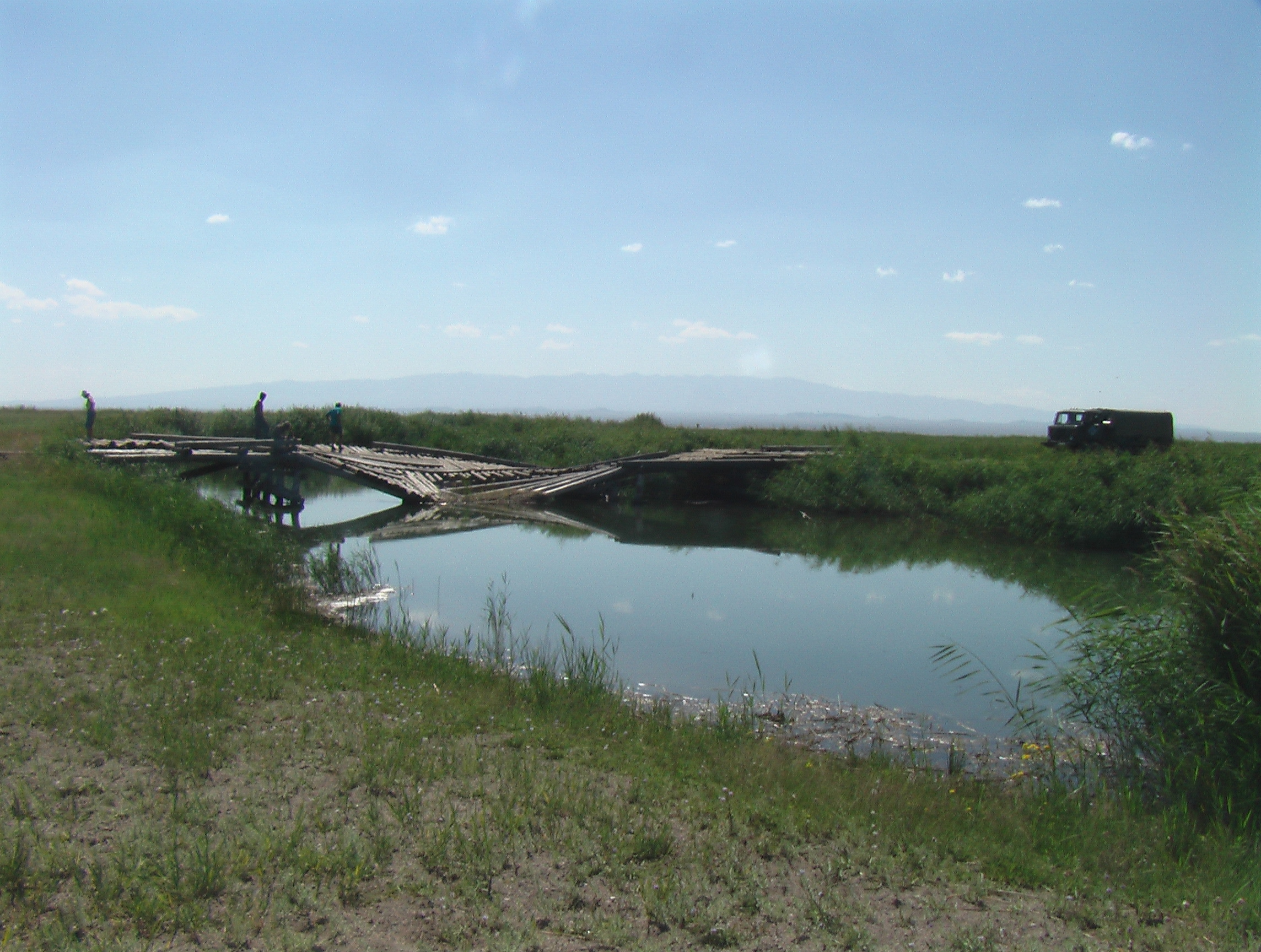
Canal natural desde el Khar Nuur al lago Dörgön

| Superficie de entrada | Superficie de entrada | Superficie de salida | Superficie de salida | Aguas subterráneas entrada- salida | Retención (en años) |
| Precipitación         | Entrada               | Evaporación          | Salida               | Aguas subterráneas entrada- salida | Retención (en años) |
| --------------------- | --------------------- | -------------------- | -------------------- | ---------------------------------- | ------------------- |
| 54,0                  | 1.786,9               | 1.117,8              | 1.287,9              | +564.8                             | 1,7                 |